# Agencja Wywiadu
Agencja Wywiadu (hrv. Obavještajna agencija) ili AW je poljska civilna obavještajna agencija te služi sigurnosno-obavještajnom radu u inozemstvu za potrebe Republike Poljske. Agencija je nastala 2002. godina kada se Urząd Ochrony Państwa (hrv. Ured za državnu sigurnost) podijelio na Agencja Wywiadu (AW) i Agencja Bezpieczeństwa Wewnętrznego (ABW). Razlika između tih dviju novoosnovanih obavještajnih agencija je što AW djeluje u inozemstvu dok ABW radi na poljskom teritoriju.
Trenutni ravnatelj AW-a je brigadni general Maciej Hunia.

## Zadaće
Agencja Wywiadu uglavnom djeluje u inozemstvu dok se njezino djelovanje u Poljskoj može provesti samo u ograničenom opsegu, isključivo u zadacima vezanim uz aktivnosti izvan državnih granica.
Uloge obavještajne agencije su:
- prikupljanje, analiziranje, obrada i prosljeđivanje informacija koje mogu biti od značaja za sigurnost i međunarodni položaj Republike Poljske kao i njezin gospodarski potencijal,
- prepoznavanje i suzbijanje vanjskih prijetnji sigurnosti, obrani, nezavisnosti i nepovredivosti Republike Poljske,
- zaštita stranih diplomatskih misija Republike Poljske i njezinih dužnosnika kao i sprečavanje aktivnosti koje bi mogle negativno utjecati na interese Republike Poljske,
- osiguravanje zaštite kriptografske komunikacije s poljskim diplomatskim misijama i konzulatima,
- prepoznavanje međunarodnog terorizma, ekstremizma i međunarodnih organiziranih kriminalnih skupina,
- prepoznavanje međunarodne trgovine oružjem, streljivom i eksplozivnim materijalima, narkoticima i psihoaktivnim tvarima, kao i tehnologija, roba i usluga od strateške važnosti za državnu sigurnost,
- prepoznavanje međunarodne trgovine oružjem za masovno uništenje i prijetnji vezanih uz njihovu upotrebu,
- prepoznavanje i analiziranje prijetnji koje se javljaju u regijama napetosti i sukoba te međunarodnih kriza koje utječu na stanje sigurnosti kao i poduzimanje akcija radi uklanjanja tih istih prijetnji,
- provođenje obavještajnih signala.

## Struktura
Poljska obavještajna agencija je ustrojena na sljedeći način:
- Ured I
- Ured II
- Ured III
- Ured IV
- Ured V
- Ured VI
- Ured VII
- Ured VIII
- Ured IX
- Ured X
- Centar za obuku osoblja i
- Pravna služba.

Također, ravnatelj obavještajne službe ima ovlaštenje da sam formira ili imenuje jedinice stalnog ili ad hoc karaktera.

## Vanjske poveznice
- Službena web stranica obavještajne agencije  Arhivirana inačica izvorne stranice od 7. svibnja 2013. (Wayback Machine)